# Kisjakabfalva
Kisjakabfalva es un pueblo ubicado en el distrito de Siklós, en el condado de Baranya, Hungría.

## Superficie
Posee una superficie de 6,620 kilómetros cuadrados.

## Demografía
Hasta 2019 la población era de 90 habitantes, con una densidad de población de 13,60 habitantes por kilómetro cuadrado.